# Jodok Seitz
Jodok Seitz OPraem († 23. Januar 1471) war ein deutscher Ordensgeistlicher und Weihbischof in Augsburg.
1460 wurde er zum Titularbischof von Adramyttium und Weihbischof in Augsburg ernannt. Am 27. Mai 1464 wurde er im Eichstätter Dom von Peter von Schaumberg zum Bischof geweiht. Mitkonsekratoren waren Johannes Frey und Ulrich Aumayer.